# Comunidad de aglomeración Europ'Essonne
La communauté d’agglomération Europ’Essonne (CAEE) es una estructura intercomunal francesa situada en el departamento de Essonne en la Región francesa de Île-de-France.

## Geografía

### Situación
| Tipo de ocupación           | Porcentaje | Superficie (en hectáreas) |
| --------------------------- | ---------- | ------------------------- |
| Espacio urbano edificado    | 41,0 %     | 3743,89                   |
| Espacio urbano sin edificar | 9,7 %      | 882,66                    |
| Espacio rural               | 49.3 %     | 4495,39                   |
| Fuente : Iaurif             |            |                           |

La comunidad  de aglomeración Europ’Essonne se sitúa al norte del departamento de Essonne. Su altitud varía entre los treinta y seis metros de Épinay-sur-Orge y los ciento setenta y dos metros de Marcoussis

### Composición
La comunidad de aglomeración Europ’Essonne reagrupa catorce comunas :
| Código Insee | Comuna              | Alcalde               | Nuance politique | Población   |
| ------------ | ------------------- | --------------------- | ---------------- | ----------- |
| 91 3 35 044  | Ballainvilliers     | Brigitte Puech        | NC               | 3795 hab.   |
| 91 3 35 136  | Champlan            | Christian Leclerc     | DVD              | 2525 hab.   |
| 91 3 28 161  | Chilly-Mazarin      | Rafika Rezgui         | PS               | 18 484 hab. |
| 91 3 14 216  | Épinay-sur-Orge     | Guy Malherbe          | UMP              | 10 104 hab. |
| 91 3 20 665  | La Ville-du-Bois    | Jean-Pierre Meur      | DVD              | 7138 hab.   |
| 91 3 20 339  | Linas               | François Pelletant    | Cap21            | 6479 hab.   |
| 91 3 14 345  | Longjumeau          | Sandrine Gelot-Rateau | UMP              | 21 361 hab. |
| 91 3 20 363  | Marcoussis          | Olivier Thomas        | PS               | 7909 hab.   |
| 91 3 98 377  | Massy               | Vincent Delahaye      | PR               | 42 258 hab. |
| 91 3 20 425  | Montlhéry           | Claude Pons           | PR               | 6840 hab.   |
| 91 3 20 458  | Nozay               | Paul Raymond          | DVG              | 4731 hab.   |
| 91 3 35 587  | Saulx-les-Chartreux | Jean Flégeo           | PCF              | 5048 hab.   |
| 91 3 35 661  | Villebon-sur-Yvette | Dominique Fontenaille | DVD              | 9625 hab.   |
| 91 3 35 666  | Villejust           | Serge Plumerand       | DVD              | 2247 hab.   |